# باشگاه فوتبال لانگ ملفورد
باشگاه فوتبال لانگ ملفورد (به انگلیسی: Long Melford Football Club) یک باشگاه فوتبال در شهر لانگ ملفورد، کشور انگلستان است که در سال ۱۸۶۸ میلادی تأسیس شده‌است.